# أوتوكار الثالث دوق شتاير مارك

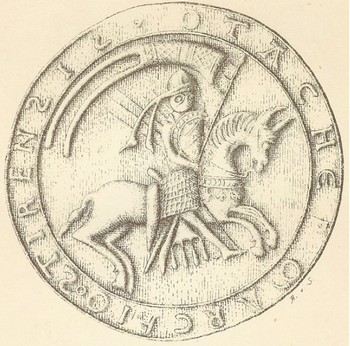

أوتوكار الثالث وكان حاكم شتاير مارك من 1129 إلى 1164 . وقد ضم أجزاء من النمسا السفلى إلى ملكه بعد أن ورثه من عمه وقد سك أوتوكار العملة باسمه. وقد شارك في الحملة الصليبية الثانية وأحضر معه الحرفيين من الإمبراطورية البيزنطية